# Docteur Fun
Docteur Fun était un webcomic humoristique américain créé par David Farley en 1993. Il s'agit du premier webcomic jamais paru sur Internet, et il est paru du 24 septembre 1993 au 9 juin 2006, pendant 520 semaines au total.
Il s'agit de gags en une case, avec un humour oscillant entre l'humour noir, blagues obscures que seuls quelques geeks ou scientifiques pourraient apprécier, et un humour prosaïque très terre à terre.

## Historique
David Farley a commencé Docteur Fun sur un ordinateur trop lent et une tablette graphique qui peinait à suivre ses mouvements, les strips étant coloriés avec l'aide d'Aldus Photostyler. À l'époque, les calques n'existaient évidemment pas, et il fallait enregistrer chaque étape de la création d'un dessin. Docteur Fun a été jugé à l'époque par le National Center for Supercomputing Applications (NCSA) comme "une avancée majeure pour le Web".
Docteur Fun n’était pas le premier, car  de Where the Buffalo Roam de Hans Borjdahl a été conçu avant, mais celui-ci n’était publié que sur Usenet. Argon Zark a été le premier webcomic à avoir été spécifiquement conçu pour internet, mais il a commencé après Docteur Fun. Docteur Fun n’est donc pas le premier webcomic à avoir été publié sur la toile, mais il fut bien le premier sur Internet.
Ils seront traduits en français par Phiip dans le portail Lapin à partir de 2007.